# Грузія на зимових Олімпійських іграх 2002
Зимові Олімпійські ігри 2002 року в Солт-Лейк-Сіті стали третіми зимовими і п'ятими Олімпійськими іграми взагалі, в яких грузинські спортсмени брали участь під прапором незалежної Грузії. Прапороносцем на церемонії відкриття Олімпіади стала гірськолижниця Софія Ахметелі. 4 олімпійці (3 чоловіки і 1 жінка) змагалися в 3 видах спорту (гірськолижний спорт, фігурне катання, стрибки з трампліна), однак, як і на попередніх зимових Олімпійських іграх, медалей не вибороли.

## Учасники
| Вид спорту          | Чоловіки | Жінки | Всього |
| ------------------- | -------- | ----- | ------ |
| Гірськолижний спорт | 1        | 1     | 2      |
| Стрибки з трампліна | 1        | 0     | 1      |
| Фігурне катання     | 1        | 0     | 1      |
| Усього              | 3        | 1     | 4      |

## Гірськолижний спорт
| Спортсмен          | Дисципліна                | Фінал         | Фінал   | Фінал         | Фінал | Фінал |
| Спортсмен          | Дисципліна                | Спуск 1       | Спуск 2 | Разом         | Місце |       |
| ------------------ | ------------------------- | ------------- | ------- | ------------- | ----- | ----- |
| Роберт Махарашвілі | слалом, чоловіки          | не фінішував  | –       | не фінішував  | –     |       |
| Софія Ахметелі     | гігантський слалом, жінки | не фінішувала | –       | не фінішувала | –     |       |
| Софія Ахметелі     | слалом, жінки             | не фінішувала | –       | не фінішувала | –     |       |

## Стрибки з трампліна
| Спортсмен    | Дисципліна                | Кваліфікація | Кваліфікація | Кваліфікація | Фінальний стрибок 1 | Фінальний стрибок 1 | Фінальний стрибок 1 | Фінальний стрибок 2 | Фінальний стрибок 2 | Разом      | Разом      |
| Спортсмен    | Дисципліна                | Відстань     | Бали         | Місце        | Відстань            | Бали                | Місце               | Відстань            | Бали                | Бали       | Місце      |
| ------------ | ------------------------- | ------------ | ------------ | ------------ | ------------------- | ------------------- | ------------------- | ------------------- | ------------------- | ---------- | ---------- |
| Каха Цакадзе | нормальний трамплін, 90 м | 73.0         | 75.0         | 46           | не пройшов          | не пройшов          | не пройшов          | не пройшов          | не пройшов          | не пройшов | не пройшов |
| Каха Цакадзе | великий трамплін, 120 м   | 90.0         | 54.0         | 50           | не пройшов          | не пройшов          | не пройшов          | не пройшов          | не пройшов          | не пройшов | не пройшов |

## Фігурне катання
| Спортсмени         | Дисципліна                 | Коротка програма | Коротка програма | Вільна програма | Вільна програма | Разом | Разом |
| Спортсмени         | Дисципліна                 | Бали             | Місце            | Бали            | Місце           | Бали  | Місце |
| ------------------ | -------------------------- | ---------------- | ---------------- | --------------- | --------------- | ----- | ----- |
| Вахтанг Мурванідзе | одиночне катання, чоловіки | ?                | 18               | ?               | 17              | 26.0  | 17    |